# گمینا داماسواوک
گمینا داماسواوک (به لهستانی:  Gmina Damasławek) یک گمینا در لهستان است که در شهرستان وانگروویتس واقع شده‌است. گمینا داماسواوک ۱۰۴٫۶۸ کیلومتر مربع مساحت و ۵٬۴۹۷ نفر جمعیت دارد.